# Здравко Вајагић
Здравко Вајагић (рођен 14. августа 1938) је српски сликар.

## Биографија
Рођен је 14. августа 1938. у Личком Петровом Селу. Дипломирао је на Факултету ликовних уметности Универзитета уметности у Београду 1963. у класи професора Недељка Гвозденовића, завршио је постдипломске студије код истог професора и специјални течај у Београду 1966. Био је професор Више педагошке школе у Београду на катедри за ликовне уметности и Више школе ликовних и примењених уметности у Београду. Оснивач је и професор Академије за уметност и конзервацију у Београду. Самостално је излагао у Београду 1967. и 1970, Крагујевцу 1972. и Сарајеву 1973. године. Учествовао је на групним изложбама Удружења ликовних уметника Србије 1964—1973, Октобарском салону, изложбама „Млади из Босне и Херцеговине” у Сарајеву и Београду и Трећем тријеналу ликовних уметности у Београду 1967. и на сликарским караванима 1969—1970. Добитник је прве награде за сликарство на Факултету ликовних уметности 1963, прве награде на Бијеналу младих у Ријеци и награде УЛУС-а 1970. године.